# 松井由貴美
松井 由貴美（まつい ゆきみ、1987年11月22日 - ）は、日本のファッションモデル。長野県長野市出身。イデア所属。

## 略歴
飯山南高校、佐久大学信州短期大学部経営情報学科卒業。
2012年、ミス・ユニバース・ジャパンの準グランプリ（第2位）に選ばれた。

## 人物
特技はバレーボール・野球・水泳。

## 出演

### 雑誌
- 「GINGER」
- 「Gainer」
- 「美的」
- 「LEE」
- 「CLASSY.」
- 「saita」
- 「東京カレンダー」
- 「an・an」
- 「25ans」
- 「FRaU」
- 「DRESS」
- 「Rady」
- 「パーゴルフ」
- 「日本の結婚式」

### TV
- きらり旬の人（NHK長野放送局）
- ザ・駅前テレビ（長野朝日放送）

### CM
- メモリード
- ワコール「What is YOUR beauty?」
- Apple Pay×JCB
- ドクター・ショール[7]

### スチール
- シチズン宝飾
- オッペン化粧品
- AOKI ジェイエステ
- グローヴエンターテイメント　ブライダル
- ノエビア メイクアップフェスタ
- Grand More エステ
- アシックス バレーボール
- レッツエンジョイ東京
- Amagram
- D.U.Oクレンジングバーム
- 倶楽湾レストランウェディング広告
- PUMA
- XEX
- DIME×Samsung
- ながの東急百貨店
- 東急ライフ
- 犀北館ホテルウェディング広告
- ワコール ラゼ[8]

### ショー・イベント
- GirlsAward2015 SPRING/SUMMER
- イノセントリー
- グランマニエ銀座ブライダル
- 長野コレクション
- VOGUE　ビューティーAWARD
- 帝国ホテルプラザ
- Kayme
- ARK ヘアショー
- ECOMAKO
- Japonica
- 東京ソワール
- パリコレヘアメイクショー
- Diorヘアメイクコンテスト
- シガ美容室ヘアショー
- シガ美容室ブライダルショー
- FURLA
- ミキモトジュエリーショー
- 軽井沢カーリングファッションショー
- 美容師協会勉強会
- Run girl night
- 松枝衣装ブライダルショー
- DANKSヘアショー

### カタログ
- Ranan
- セシール
- ベルーナ
- DHC
- 千趣会
- スクロール
- 三越伊勢丹

### WEB
- BOSCH
- 東京カレンダーWEB
- そごう西武　浴衣・水着
- マガシーク
- オンワード
- ワールド
- Suria ヨガウェア
- 貝印 kaiビューティー